# Elgin (Nevada)
Elgin /ˈɛldʒɪn/ é uma cidade fantasma no condado de Lincoln, estado do Nevada, nos Estados Unidos. Fica localizada entre Caliente e Carp. Originalmente era uma cidade ferroviária, nela existe uma escola com uma só sala que foi utilizada entre 1922 e 1967. Existem uma estação de correios entre 1913 e 1966. O antigo edifício escolar é na atualidade um museu com um pomar de macieiras e foi declarado Nevada State Historic Site (um lugar com interesse histórico do estado do Nevada)  em 2005. Desde de maio de 2008, o lugar histórico está permanentemente fechado devido à perda da única estrada que alcança o local (SR 317), provocada por uma inundação em  2005.
Elgin fica localizada nas margens leste do  Meadow Valley Wash fora da Nevada State Route 317.